# Верхні Олгаші
Ве́рхні Олга́ші (рос. Верхние Олгаши, чув. Туçи Олкаш) — присілок у Чувашії Російської Федерації, у складі Великосундирського сільського поселення Моргауського району.
Населення — 82 особи (2010; 81 в 2002, 112 в 1979; 186 в 1939, 180 в 1926, 141 в 1906, 107 1858). Національний склад — чуваші, росіяни.

## Історія
Історична назва — Малі Олгаші, Вер-Олгаші, Верхні Алгаші, Олгаш Верхній. Утворився як виселок села Великий Сундир. До 1866 року селяни мали статус державних, займались землеробством, тваринництвом, рибальством, ковальством. 1931 року утворено колгосп «Вільний путь». До 1920 року присілок перебував у складі Татаркасинської волості Козьмодемьянського, до 1927 року — Чебоксарського повіту. 1927 року присілок переданий до складу Татаркасинського району, 1939 року — до складу Сундирського, 1962 року — до складу Ядрінського, 1964 року — до складу Моргауського району.